# Erwin Hochmair
Erwin Hochmair (nacido en 1940) es un ingeniero eléctrico austriaco cuyas investigaciones se centran en los campos de la ingeniería biomédica y el diseño de implantes cocleares. Es profesor del Instituto de Física Experimental de la Universidad de Innsbruck desde 1986. Es autor y coautor de más de 100 artículos técnicos y titular de unas 50 patentes. Es cofundador y propietario de la empresa de dispositivos médicos MED-EL.

## Biografía
Hochmair nació en Viena en 1940. Se licenció y doctoró en Ingeniería Eléctrica por la Universidad Técnica de Viena en 1964 y 1967, respectivamente. En 1965 se incorporó al Instituto de Electrónica Física de la Universidad Técnica de Viena, donde impartió cursos sobre circuitos integrados lineales y diseño de circuitos. De 1970 a 1972 trabajó como investigador asociado en el Marshall Space Flight Center de EE. UU., donde diseñó circuitos integrados analógicos en tecnología CMOS. En 1979 fue profesor asociado visitante en la Universidad de Stanford. 

### Diseño del implante coclear
En 1975, el Consejo Austriaco de Investigación apoyó el proyecto de implante coclear de Hochmair con una subvención de 110.000 ATS, aproximadamente el equivalente a 11.000 dólares. Junto con su esposa Ingeborg Hochmair, licenciada en ingeniería eléctrica, diseñó un dispositivo capaz de estimular las fibras del nervio auditivo en varios puntos de la cóclea. Un implante anterior diseñado por William F. House sólo podía estimular la cóclea en un lugar.
Construyeron un electrodo intracoclear multicanal y desarrollaron toda la electrónica implantable y externa para la transmisión transcutánea, la codificación y descodificación de circuitos y los circuitos de conducción del electrodo, al tiempo que intentaban minimizar el consumo de energía. El 16 de diciembre de 1977 formó parte del equipo responsable de implantar el primer implante coclear monocanal. En 1989 fundaron MED-EL, una empresa de fabricación de implantes cocleares. En 2013, Ingeborg Hochmair ganó el codiciado Premio Lasker, a menudo considerado el "Premio Nobel americano", por este desarrollo.

## Premios y distinciones
1977: Premio al mejor artículo, Conferencia Internacional sobre Circuitos de Estado Sólido
2003: Premio Erwin Schrödinger, Academia Austriaca de Ciencias
2004: Doctor honoris causa en Medicina, Universidad Técnica de Múnich
2004: Premio Holzer, Universidad Técnica de Viena
2014: Cruz de Honor de Austria para la Ciencia y el Arte, Primera Clase
2014: Premio Russ, Academia Nacional de Ingeniería
2014: Finalista del Premio al Inventor Europeo
2015: Medalla Johann Joseph Ritter von Prechtl, Universidad Técnica de Viena
2016: Premio Eduard Rhein, Fundación Eduard Rhein.

## Artículos académicos
Hochmair es autor o coautor de más de 50 publicaciones en el campo de la ingeniería eléctrica y la tecnología de implantes cocleares.
Algunos de sus trabajos más destacados son:
- Teissl, Ch.; Kremser, Ch.; Hochmair, E. S.; Hochmair-Desoyer, I. J. (1999) Magnetic resonance imaging and cochlear implants: Compatibility and safety aspects. Journal of Magnetic Resonance Imaging, Bd. 9, S. 26-38.[14]
- Zierhofer, C.; Hochmair, E. (1996) Geometric approach for coupling enhancement of magnetically coupled coils. IEEE Transactions on Biomedical Engineering, Bd. 43 (7), S. 708-714.[15]
- Zierhofer, C.; Hochmair, I.; Hochmair, E. (1995) Electronic design of a cochlear implant for multichannel high-rate pulsatile stimulation strategies. IEEE Transactions on Rehabilitation Engineering, Bd. 3 (1), S. 112-116.[16]
- Hochmair, E. S. (1984) System optimization for improved accuracy in transcutaneous signal and power transmission. IEEE Transactions on Biomedical Engineering, Bd. BME-31, S. 177-186.[17]
- Hochmair, E. S.; Hochmair-Desoyer, I. J. (1981) An implanted auditory eight-channel stimulator for the deaf. Medical & Biological Engineering & Computing, Bd. 19, S. 141-148.